# Twinity
Твинити (Twinity) — первый трёхмерный виртуальный мир с элементами социальной сети онлайн, в котором воссозданы копии реальных городов с разных уголков планеты в строгом соответствии с масштабом. Twinity разработан Metaversum GmbH, немецкой компанией, базирующейся в Берлине. Участникам игры, которые называются Твинизийцами (Twinizens), предлагается перемещаться по виртуальным моделям реальных городов, которые также называются Зеркальным миром (Mirror World) или Метаверсом (Metaverse). Бета стала доступна онлайн публике уже в сентябре 2008 года с выпуском первого виртуального города Twinity — Берлина. Позже были разработаны и запущены модели таких городов как Сингапур, Лондон, Майами и Нью-Йорк.
Компания постепенно отходит от идеи зеркального мира, позволяя своим пользователям разрабатывать фантастические регионы, как например остров Палмадора, совмещая фантастический и реальный миры. В этом отношении Твинити можно сравнить с такой игрой как Second Life, так как пользователем предоставлена свобода разработки своих игровых наполнителей с использованием большого количества инновационных функций. Естественно, что большая часть созданного пользователями контента является вымышленной и не связанной с реальными адресами магазинов, квартир, островов, и т. д.

## Сообщество

### Настройки Аватара
Члены сообщества в Твинити создают свои аватары в 3D виртуальном мире, для которых они могут использовать свои настоящие имена, как на Facebook, и даже создавать аватары, внешние черты которых могут быть изменены согласно желанию пользователя, а также при помощи специального приложения Photofit. При помощи Photofit пользователь может загрузить своё собственное фото, которое, согласно полученным измерениям лица участника, переносится на изображение аватара, делая аватар более похожим на пользователя.
Однако создание собственных онлайн персоналий также очень популярно среди Твинизийцев.

### Деньги-Globals
Денежным эквивалентом в мире Твинити являются так называемые Globals (90 Globals = 1 евро), с их помощью Твинизийцы покупают одежду, предметы мебели, транспортные средства, различные анимационные характеристики (движения и эмоции) для своих аватаров, расплачиваются за собственные виртуальные квартиры, посещают казино, кинотеатры, ездят в отпуск и т. д. Существует множество способов приобрести Globals. Во-первых, их можно купить с помощью кредитной карты на главной странице Твинити посредством PayPal или Mopay. Во-вторых, пользователи могут также получить премиальные Globals, например по завершении Начального тура, предлагаемого при регистрации, используя SponsorPay, а также при принятии участия в различных виртуальных конкурсах и мероприятиях.

### Суть игры
Mногие Твинизийцы сами создают контент игры: разрабатывают и продают собственную продукцию в мире Твинити, а также создают свои машинимы. Пользователи также могут создавать квартиры, клубы, магазины и салоны, либо чтобы устраивать в них различные мероприятия, либо попросту на продажу. С осени 2010 года все новые и уже устоявшиеся пользователи получают стартовые квартиры, которые они могут обставлять и украшать на свой вкус. Пользователи могут либо создавать свою мебель, либо покупать уже готовые изделия в различных магазинах Твинити. В мире также существуют агентства недвижимости, полный список которых можно найти на главной странице Твинити. При их помощи Твинизийцы могут приобрести квартиру в любом уголке игры.
В игре также существует так называемая поощрительная система. Аватары получают определенные отличительные значки, бонусы и специальные вознаграждения за свои достижения. Существует несколько категорий таких достижений: Путешествия, Стиль жизни и Жизнь. Каждое подразделяется на такие под-категории как 'Лучший аватар недели', 'Марафоны Лондонский', 'Берлинский', 'Победитель конкурса моды', 'Мой дом — моя крепость', Премии в Хип-Хоп моде и т. д.

## Аспекты игры
Твинити предлагает множество развлечений как для индивидуальных так и групповых мероприятий: aватары зарабатывают Globals, принимая участие в викторинах, танцевальных конкурсах, развлекаются в казино, магазинах, на курортах, в кино, общаются с другими аватарами, не только в открытом и закрытом чатах, но и при помощи игровых ситуаций, как например в социальном боте Bottie Lately, где они отвечают на шуточные вопросы друг о друге, и т. д.

## Города Твинити

### Берлин
В сентябре 2008 г., при запуске игры в открытом бета-тестировании, Берлин стал первым виртуальным городом, запущенным в проекте Твинити. Во время торжественного онлайн-открытия мэру Берлина, Клаусу Воверайту, был вручен символический ключ от виртуального города.
Приблизительно 20 км² города и свыше 50 000 реальных зданий были скопированы и выстроены в виртуальной столице Германии, в том числе знаменитые достопримечательности как из бывшего Восточного Берлина, так и из Западного Берлина. Например Берлинская телебашня, Бранденбургские ворота, Потсдамская площадь и Курфюрстендамм. Посетитель даже может проследить историю Берлина в виртуальном музее Берлинской стены, открытом в память о событиях мирового значения 1989. Виртуальный музей включает в себя исчерпывающую справочную информацию о ГДР: от строительства стены до воссоединения Германии. Через два месяца после выпуска виртуального Берлина, Твинити насчитывала 80 000 зарегистрированных пользователей. Теперь любой пользователь может прогуляться по улицам города и сравнить любую из созданных достопримечательностей с её прототипом, что стало возможным при помощи использования системы Карты Google.

### Сингапур
В августе 2009 года, через год после открытия виртуального Берлина, Metaversum объявил о запуске второго по величине виртуального города — Сингапура. Для осуществления этого проекта Metaversum получил финансирование от Фонда по поддержки и развитию средств массовой информации Сингапура. Город был открыт 9 августа, с большим празднованием Национального дня и Парада. Первым в онлайн-городе появился знаменитый проспект Орхидей (Orchard Road), за ним последовали и другие достопримечательности, такие как ION Orchard, Центральный Универмаг, однако Твинити приостановила дальнейшее развитие города с середины 2010 г.

### Лондон
В декабре 2009 г. был запущен виртуальный Лондон. Пользователи могут посетить знаменитый лондонский район Сохо, который простирается с Оксфорд-стрит до Трафальгарской площади, включая всемирно известные Площадь Пикадилли, Букингемский дворец и Китайский квартал. 30 апреля 2009 к уже существующим областям были добавлены новые: Вест-Энд Лондона, проходящий вдоль Стрэнда, некоторые из самых известных театров, например театр «Глобус», и мост Миллениум (Лондон), соединяющий северную и южную часть британской столицы.

### Майами
Oткрытый в июле 2010 г. виртуальный Майами стал четвертым городом в Твинити и первым городом США. Виртуальный Саут Бич в основном охватывает районы вокруг Луммус Парк и Оушен Драйв. Майами — первый интерактивный город Твинити, в котором пользователям предоставилась возможность воспользоваться новыми анимационными функциями: купанием в океане и сооружением песочных замков. Твинити строго следует природным часам, разделяя сутки на день и ночь, то есть, когда в Европе темнеет, в Майами поднимается солнце.
Открытие американского города было первым шагом в развитии популярности игры среди американского населения. В июле 2010 г. население Твинити достигло более 500 000. Теперь основная и наиболее популярная зона Твинити, так называемая зона отдыха и вечеринок, находится именно в Майами.

### Нью-Йорк
В октябре 2010 г. Твинити запустила свой пятый город — Нью-Йорк. Отправной точкой виртуального Нью-Йорка стала Великая армейская площадь, с которой интернет-сообщество может ознакомиться с городом и его всемирно известными достопримечательностями: Трамп Тауэром, Солоу-билдингом, Нью-Йоркской публичной библиотекой, и многими другими.
Как и в других городах Твинити, аватары перемещаются по Нью-Йорку пешком либо при помощи различных транспортных средств. Адреса виртуальных зданий Нью-Йорка совпадают с адресами реальных городов. Пользователи могут видеть положение своих аватаров на миникарте, предоставляемой системой Карты Google.

## Программное обеспечение
Скачать Твинити можно совершенно бесплатно с главной страницы. После загрузки пользователи подключаются к серверам через компьютерную сеть Твинити, что в свою очередь никак не отражается на безопасности компьютера клиентов. Когда программа открывается, приложение подключает пользователя к виртуальному миру Твинити через Интернет.
Игра использует технологии текстурирования следующего поколения, которые графически насыщают 3D мир Твинити в полном соответствии с последними релизами в индустрии игровых технологий. Это включает в себя такие функции движка, как нормали, спекулярность и кубические текстуры. Screen Space Ambient Occlusion и Bloom придают графическому изображению его окончательный вид в пост-рендеринге. В настоящее время в Твинити также используются данные 3D-текстур, которые применяются в Satnav и Google Earth, что делает виртуальные здания похожими на их прототипы в реальном мире.
Однако на сегодняшний день большая часть содержимого в Твинити создается самими участниками. Премиум-пользователи могут создавать 3D-объекты, одежду и анимации для своих аватаров, которые они загружают через клиент Твинити или экспорт Collada файлов посредством инструментов 3D-моделирования, таких как, например, Google SketchUp, Blender, Autodesk 3ds Max или Autodesk Maya.
Твинити использует 3D-движок игры от Big World, австралийской компании, разрабатывающей игры. Движок был создан специально для компании Metaversum и игры Твинити.